# 女子監獄 (1988年の映画)
『女子監獄』（じょしかんごく、英題：Women Prison）は、1988年に製作された香港映画。日本未公開。

## ストーリー
本作の主人公何家慧は結婚を控えていた。そんな中、彼女は夫劉偉良との間に借金トラブルを抱える2人組と口論になり、傷害事件を起こしてしまう。懲役18月の判決を受けた彼女は女子刑務所に収監されてしまう。

## キャスト
役 - 	阿琴
演 - フォン・ボーボー(馮宝宝)
囚人、番号は958番。強盗の再犯で懲役8年の刑で服役している。
役 - 	小敏
演 - チャーリン・チャン(陳嘉玲)
囚人、番号は6184番。不法移民であり売春を行った容疑で禁錮刑に処されている。
役 - 	玫瑰女
演 - エルシー・チャン(陳奕詩)
役 - 	山東婆
演 - 魯芬
囚人、番号は1012番。
役 - 	蔡姑嬢
演 - マリア・コデロ
女子刑務所の刑務官。
役 - 	劉偉良
演 - サイモン・ヤム(任達華)
何家慧の夫
役 - 	竹篙精
演 - 夏志珍
女子刑務所の刑務官。
役 - 	何家慧
演 - パット・ハー(夏文汐)
囚人、番号は6180番。傷害罪で懲役18月の刑に処されている。本作の主人公。
役 - 	李玉蓮
演 - ドゥドゥ・チェン(鄭裕玲)
囚人、番号は950番。